# Joseph Robert Davis

Joseph Robert Davis

Joseph Robert Davis (* 12. Januar 1825 in Woodville, Mississippi; † 15. September 1896 in Biloxi, Mississippi) war Anwalt, Politiker und Brigadegeneral im konföderierten Heer während des Sezessionskrieges.

## Leben
Joseph Davis war der Neffe von Jefferson Davis, dem Präsidenten der Konföderierten Staaten von Amerika. Er studierte Jura an der Miami University in Ohio, ließ sich nach seiner Zulassung als Anwalt nieder, betätigte sich in der Politik und war Mitglied des Senats von Mississippi.
Mit Kriegsbeginn trat er als Hauptmann mit einer Kompanie Freiwilliger aus dem Madison County in das Heer der Konföderierten ein und wurde im April 1861 zum stellvertretenden Kommandeur des 10. Mississippi Regiments ernannt und zum Oberstleutnant befördert. Am 31. August des gleichen Jahres berief sein Onkel ihn in seinen Stab nach Richmond, Virginia und beförderte ihn zum Oberst. Nach über einem Jahr Dienst im Stab wurde Davis am 15. September 1862, ohne weitere militärische Ausbildung oder Kampferfahrung, zum Brigadegeneral befördert und bekam das Kommando einer Mississippi-Brigade übertragen. Im späten Frühjahr des Jahres 1863 wurde er zu Heths Division zum III. Korps der Nord-Virginia-Armee abkommandiert, um Lee bei der Invasion des Nordens zu unterstützen. Mit der Brigade bestehend aus dem 2., 11. und 42. Mississippi- und dem 55. North-Carolina-Regiment marschierte er in Pennsylvania ein. 
Am 1. Juli 1863 stieß Heths Division auf Kavallerie der Nordstaaten vor Gettysburg, Pennsylvania. Davis’ Brigade war die zweite der Konföderierten, die im Gefecht eingesetzt wurde. Davis setzte alle seine Regimenter außer dem 11. Mississippi-Regiment ein. Zwei seiner Regimenter führte er in einem noch nicht fertiggestellten Eisenbahnabschnitt, der zu tief war, um als Schützengraben zu dienen. Die beiden Regimenter erlitten große Verluste; viele Soldaten wurden verwundet und gefangen genommen. Der übrig gebliebene Teil von Davis’ Brigade wurde am Folgetag nicht in Kämpfe verwickelt, wurde aber am 3. Juli wieder eingesetzt. Davis führte seine Brigade in den als Picketts Charge bekannten Angriff. Die Brigade hatte einen Verlust von 289 Toten, 677 Verletzten und mehr als 67 vermissten bzw. gefangen genommenen zu tragen, was einen Verlust von fast 45 Prozent bedeutete. Nach der Schlacht von Gettysburg erkrankte Davis am Fieber und nahm erst im folgenden Jahr seinen aktiven Dienst wieder auf. 
In der Folgezeit nahm er 1864 an der Schlacht in der Wilderness, vom 8. bis 21. Mai 1864 an der Schlacht bei Spotsylvania Court House, vom 31. Mai bis 12. Juni 1864 an der Schlacht von Cold Harbor und vom 29. März bis 9. April 1865 am Appomattox-Feldzug teil, der mit der Schlacht von Appomattox und mit der Kapitulation der Nord-Virginia-Armee, der wichtigsten Armee der Konföderierten, endete.
Nach dem Krieg ging Davis zurück nach Mississippi und nahm seine Tätigkeit als Anwalt in Biloxi wieder auf, wo er 1896 auch verstarb.